# Livraria Lello
A Livraria Lello (antes Livraria Chardron, 1869-1919) é uma livraria e editora portuguesa, cuja sede situa-se no número 144 da Rua das Carmelitas, no Centro Histórico da cidade do Porto. Classificada como Monumento de Interesse Público, e em vias de se tornar Monumento Nacional, a Livraria Lello preserva a beleza original do seu edifício.
A fachada neogótica, a icónica escadaria vermelha, o emblemático vitral e as estantes repletas de livros das mais diversas épocas e em diferentes idiomas têm atraído milhares de visitantes.  
Sendo uma das mais antigas livrarias portuguesas, e em virtude do seu ímpar valor histórico e artístico, a Livraria Lello tem sido reconhecida como uma das mais bonitas livrarias do mundo por diversas personalidades e entidades, casos como o do escritor espanhol Enrique Vila-Matas, do jornal britânico The Guardian , da estação televisiva CNN, e da editora australiana de guias de viagens Lonely Planet. A revista Travel + Leisure colocou, ainda, a Livraria Lello no topo da lista das livrarias mais “cool” do mundo, em 2015.

## História
A empresa remonta à fundação da "Livraria Internacional de Ernesto Chardron", em 1869, na Rua dos Clérigos, n.º 96-98, no Porto. Antigo empregado da Livraria Moré, o cidadão francês Ernesto Chardron alcançou projeção como editor, sendo o primeiro a publicar grande parte das obras de Camilo Castelo Branco e outras de relevo na época, como o Tesouro da Literatura Portuguesa, de Frei Domingos Vieira. Após o falecimento do fundador, aos 45 anos de idade, a casa-editora foi vendida à firma "Lugan & Genelioux, Sucessores" que, pouco depois, ficou com Mathieux Lugan como seu único proprietário. Em 1891, a Livraria Chardron adquiriu os fundos de três casas livreiras do Porto, pertencentes a A. R. da Cruz Coutinho, Francisco Gomes da Fonseca e Paulo Podestá.

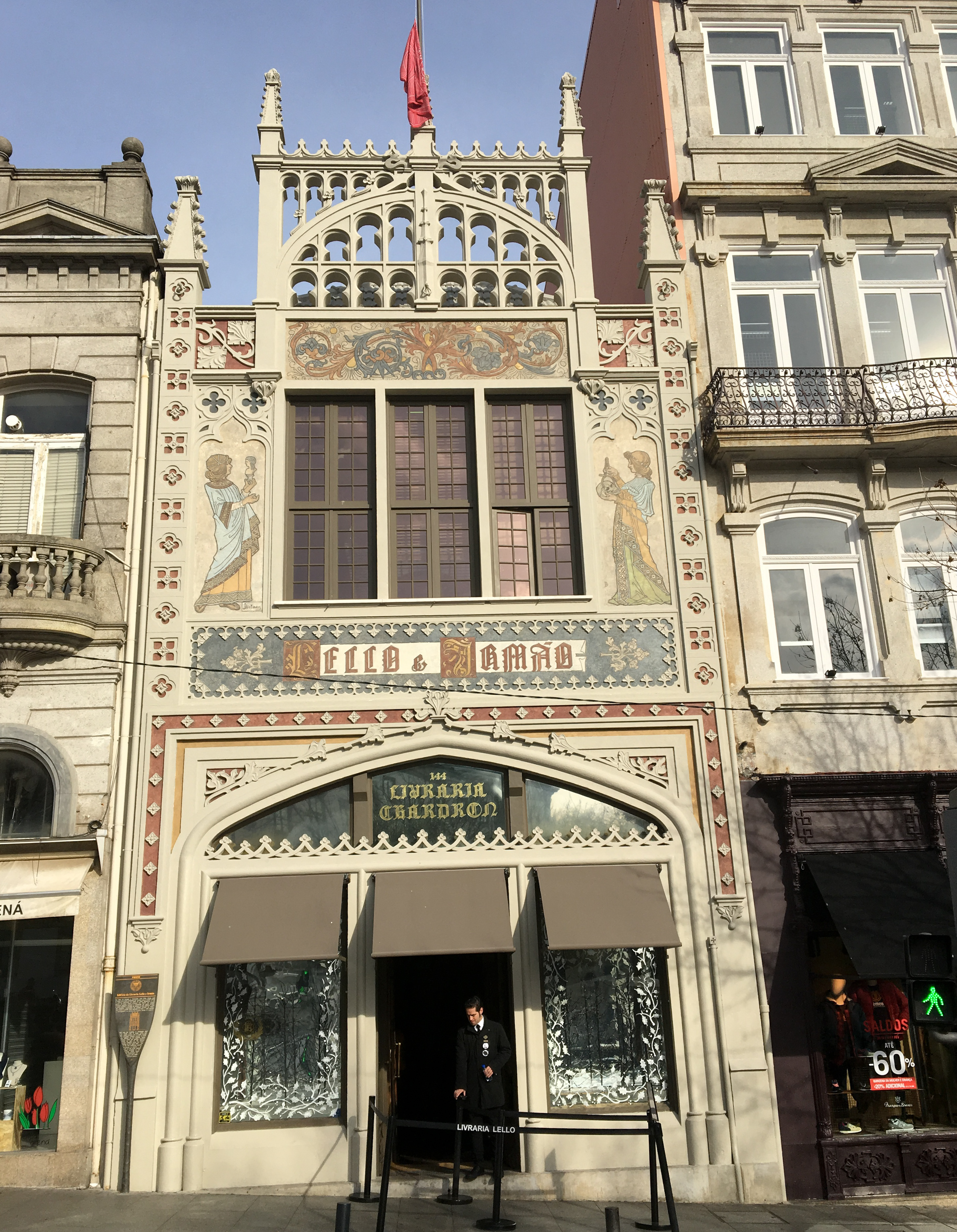
Fachada da Livraria Lello, após o restauro de 2016

Entretanto, em 1881, José Pinto de Sousa Lello abriu um estabelecimento, nos números 18-20 da Rua do Almada, dedicando-se ao comércio e edição de livros. A 30 de junho de 1894, Mathieux Lugan vendeu a antiga Livraria Chardron a José Pinto de Sousa Lello que, associado ao seu irmão António Lello, manteve a Chardron com a razão social de "Sociedade José Pinto Sousa Lello & Irmão". Em 1898, entrou para a nova sociedade o fundo bibliográfico da Livraria Lemos & C.ª, fundada pelos irmãos Maximiliano e Manuel de Lemos.
Com projeto do engenheiro Francisco Xavier Esteves, no dia 13 de janeiro de 1906, inaugurou-se o novo edifício da Livraria Lello, no número 144 da Rua das Carmelitas, causando grande impacto no meio cultural da época. De entre as diversas figuras presentes na inauguração, encontrava-se Guerra Junqueiro, Abel Botelho, João Grave, Bento Carqueja, Aurélio da Paz dos Reis, José Leite de Vasconcelos e Afonso Costa.
A 24 de maio de 1919, a razão social do estabelecimento foi alterada para "Livraria Lello e Irmão, Lda.", entrando para a sociedade Raul Reis Lello, filho de António Lello. Em 1924, entraram José Pinto da Silva Lello e Edgar Pinto da Silva Lello. Em 1930, foi a vez de José Pereira da Costa, genro de António Lello, entrar também para a sociedade, simplificando-se então o nome para "Livraria Lello". Cinco anos mais tarde, José da Costa afastou-se, recuperando-se a designação "Lello & Irmão". Raul Reis Lello faleceu em 1949 e António Lello em 1953. À frente da livraria, seguiram-se José Pinto da Silva Lello, falecido em 1971, e Edgar Pinto da Silva Lello, que faleceu em 1989. A partir de 1995, o estabelecimento voltou a designar-se simplesmente "Livraria Lello".
Com o objetivo de se adaptar aos tempos presentes, em 1995, o serviço foi atualizado e informatizado, o interior da livraria foi restaurado, tendo também sido criado um espaço de galeria de arte e de tertúlia que se afirmou como um importante polo cultural da cidade do Porto.
Em 2014 o casal Avelino e Aurora Pedro Pinto, donos do Grupo Lionesa, adquiram 51% do capital social, tendo em 2023 adquirido a totalidade do capital da Livraria Lello.
A partir de 23 julho de 2015, a entrada na livraria passou a estar sujeita a um pagamento inicial, descontado na compra de um livro. O pagamento deste valor destinou-se a conter o número elevado de turistas e também a custear obras de conservação e restauro. Em consequência da aplicação desta taxa, em apenas três meses, as vendas da Lello triplicaram.
Em 30 de julho de 2016, foi concluída a primeira fase do restauro que incluiu a fachada, o telhado e o vitral interior. A vidraça de oito metros de comprimento por 3,5 metros de largura, composta por 55 painéis de vidro e da autoria do arquiteto holandês Gerardus Samuel van Krieken, foi desmontada pela primeira vez desde a sua existência. Foi alvo de limpeza, restauro e correção de danos, oferecendo agora uma luminosidade há muito esquecida.
Em 2016, a livraria foi visitada por mais de um milhão de pessoas, o que perfaz uma média de quase três mil visitas diárias. Dos visitantes 40% foram espanhóis, 15,9% franceses, 15,2% portugueses. Seguem-se os brasileiros (6,6%), os alemães (4,6%) e os norte-americanos (3,1%).
Em Novembro de 2022, a Livraria Lello adquiriu um conjunto de 42 cartas escritas por Bob Dylan na década de 1950, por mais de 500 mil euros, num leilão em Nova Iorque.

## Características

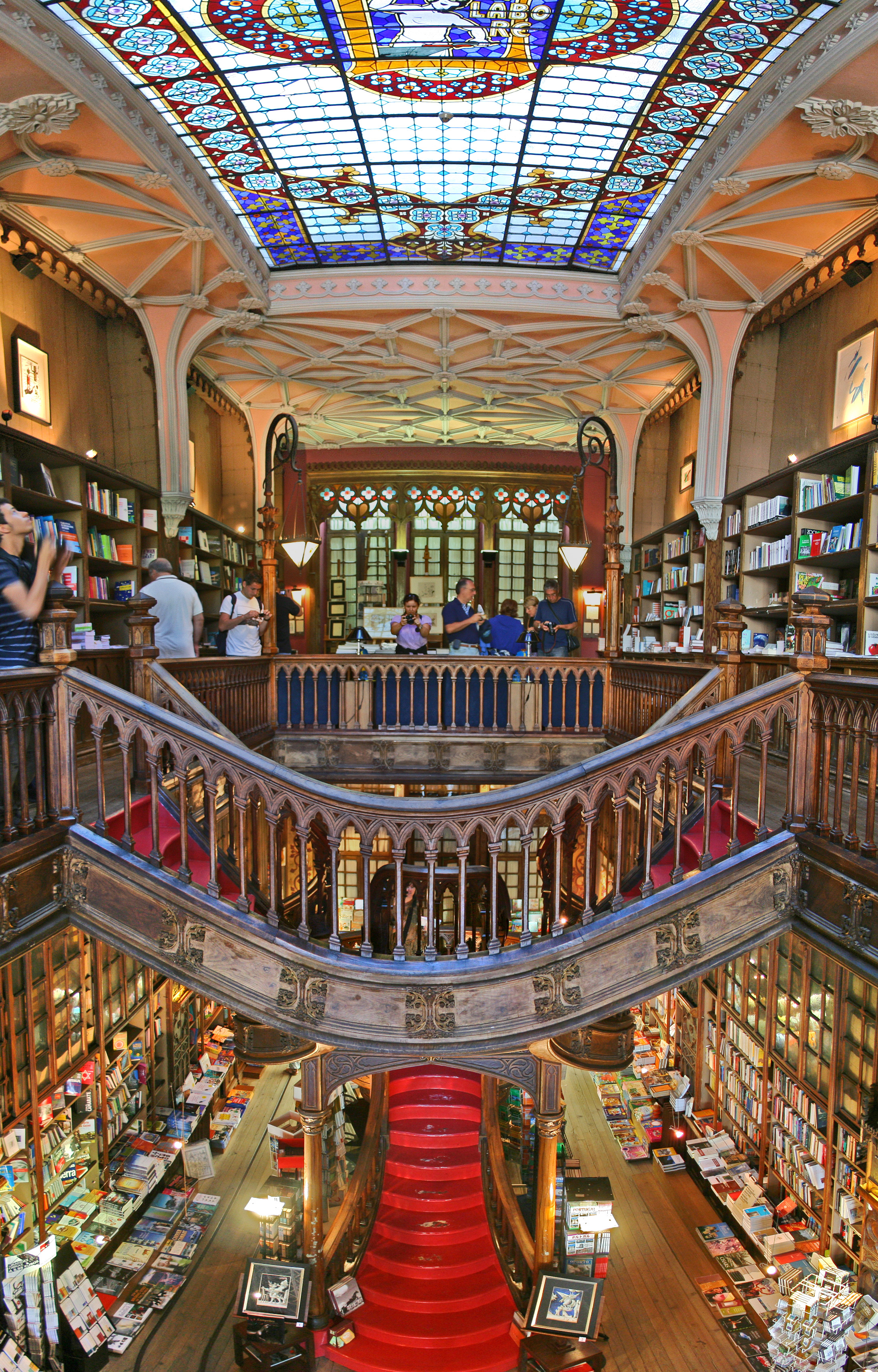
Interior da Livraria com decoração neogótica e vitrais

Concebido segundo projeto do engenheiro Xavier Esteves, a Livraria Lello é um dos mais emblemáticos edifícios do neogótico portuense, destacando-se fortemente na paisagem urbana envolvente. Trata-se de um conjunto em que a arquitetura e os elementos decorativos deixam transparecer o estilo dominante no início de século XX.
A fachada apresenta um arco abatido de grandes dimensões, com entrada central e duas montras laterais. Acima, três janelas rectangulares ladeadas por duas figuras pintadas pelo belga Joseph Bielmann, representando a "Arte" e a "Ciência". Uma platibanda rendilhada remata as janelas, terminando a fachada em três pilastras encimadas por coruchéus, com vãos de arcaria de gosto neogótico. A decoração é complementada por motivos vegetais, formas geométricas e a designação "Lello e Irmão", sob as janelas.
No interior, os arcos quebrados apoiam-se nos pilares em que, sob baldaquinos rendilhados, o escultor Romão Júnior esculpiu os bustos dos escritores Antero de Quental, Eça de Queirós, Camilo Castelo Branco, Teófilo Braga, Tomás Ribeiro e Guerra Junqueiro.
Os tetos trabalhados, o grande vitral da claraboia da autoria do artista holandês Van Krieken, que ostenta o monograma e a divisa da livraria "Decus in Labore" (Dignidade no trabalho) e a escadaria de grandes dimensões de acesso ao primeiro piso são as marcas mais significativas da livraria.
Durante anos, as escadarias da Lello também foram consideradas localmente a suposta inspiração da livraria onde Harry Potter conheceu Gilderoy Lockhart no livro Harry Potter e a Câmara dos Segredos, já que J. K. Rowling chegou a morar na cidade do Porto. No entanto, em maio de 2020, J. K. Rowling negou esta alegada inspiração, afirmando que nunca entrou na livraria.

## Reconhecimento
O caráter único do edifício tem vindo a ser reconhecido por diversas personalidades e entidades:
- O escritor espanhol Enrique Vila-Matas descreveu-a como "A mais bonita livraria do mundo".[19]
- O jornal inglês The Guardian, em 2008, considerou-a a terceira mais bela do mundo.[20]
- A editora australiana de guias de viagens Lonely Planet, no seu guia Lonely Planet's Best in Travel 2011, considerou-a como a terceira melhor livraria do mundo, sendo descrita como "uma pérola de arte nova", destacando as "prateleiras neo-góticas" e a "escadaria vermelha em espiral" semelhante a "uma flor exótica".[21]
- A revista Travel + Leisure, em janeiro de 2015, colocou a Lello, no Porto, no topo da lista das quinze livrarias mundiais mais cool, referindo que o átrio coloca o enfoque na escadaria encarnada, "espetacular o suficiente para te fazer parar".[22]
- A Revista «Time» considerou a livraria uma das quinze livrarias mais interessantes do mundo, salientando o valor histórico e artístico da livraria portuguesa.[23]
- A CNN, em 2014, considerou-a a livraria mais bonita do mundo.[24]
- Em 2016, o então ministro da Cultura, João Soares, disse no Porto que a Cultura pode ser motor de desenvolvimento e afirmação no plano comercial para Portugal e apontou a histórica Livraria Lello como bom exemplo.[25]
- Em 2023, a plataforma 1000 Libraries organizou uma votação na qual a Livraria Lello foi a vencedora na categoria ‘A Livraria Mais Bonita do Mundo’.[26]